# Seinäjoen JymyJussit
Seinäjoen JymyJussit (Också bara JymyJussit eller Seinäjoki) är en professionell bobollklubb i Seinäjoki i Finland som spelar i Superpesis. Klubbens hemmaarena är Kotijoukkue Areena. Klubben ägs av två traditionella bobollklubbar i Seinäjoki; Nurmon Jymy och Seinäjoen Maila-Jussit. Namnet JymyJussit är skördetröskan från dessa två klubnamn.

## Historia
Klubben grundades 2012 i Seinäjoki.

## Hemmaarena
Hemmaarena är Seinäjoki bobollpark; Kotijoukkue Areena, invigd 1992.